# Wysoki Grzbiet (Góry Izerskie)

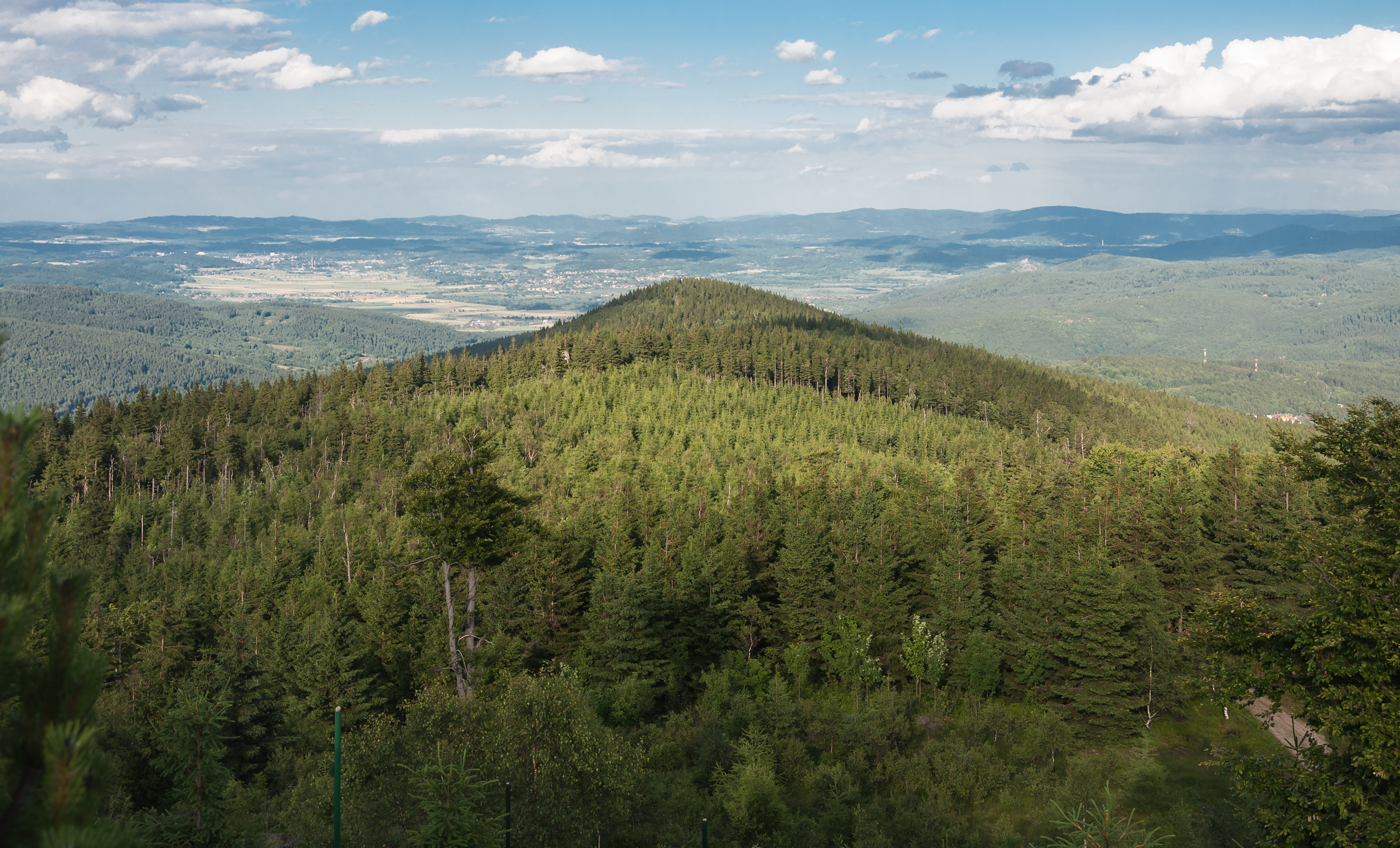
Czarna Góra w Wysokim Grzbiecie

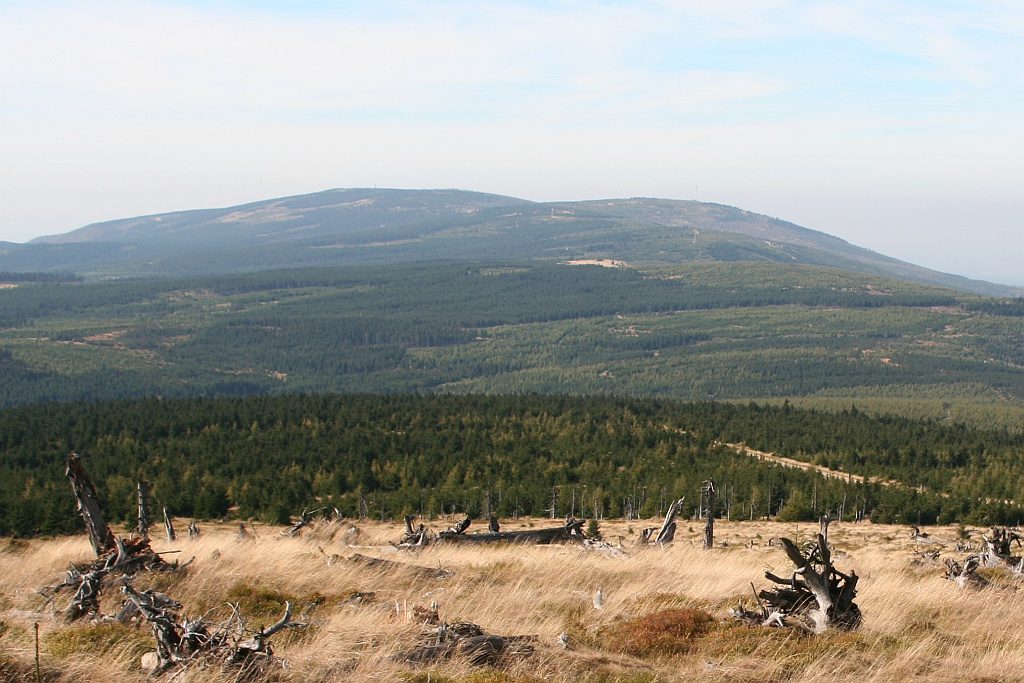
Wysoki Grzbiet: Smrek i Stóg Izerski widziane z Sinych Skałek (ze wschodu)

Wysoki Grzbiet (niem. Hoher Iserkamm) – grzbiet górski, w Górach Izerskich w południowo-zachodniej Polsce w woj. dolnośląskim.

## Lokalizacja
Wysoki grzbiet położony jest na wysokości ponad 1000 m n.p.m. w Sudetach Zachodnich, w środkowo-wschodniej części Gór Izerskich, około 2,4 km na południe od Kwisy. Od północnej strony grzbiet oddzielają doliny Kwisy i Małej Kamiennej, od południowego wschodu i wschodu dolina Kamiennej, a od południowego zachodu dolina Izery.

## Fizjografia
Wysoki Grzbiet jest najdłuższym i najwyższym grzbietem Gór Izerskich, leżącym niemal w całości na terytorium Polski, przebiega równoleżnikowo między Piechowicami a Novym Městem pod Smrkem w Czechach. W części zachodniej i południowej charakteryzuje się szeroką, miejscami wklęsłą, pokrytą torfowiskami i często zalesioną wierzchowiną z kopulastymi wzniesieniami. Grzbiet wyrasta w części zachodniej nad Czerniawą-Zdrojem i Novym Městem pod Smrkem szerokim wałem kulminacji Smreka, o stromych zboczach oraz wyrównanej i łagodnie przebiegającej wierzchowinie, z której wznoszą się kolejno od zachodu: Smrek, Stóg Izerski, Łużec, Podmokła i rozległy masyw Zielonej Kopy z kulminacją Gór Izerskich, Wysoką Kopą. Na wschód od masywu Zielonej Kopy, Wysoki Grzbiet rozdziela się. Na południe do zbiegu rzek Izery z Mumlawą czes. Mumlava ciągnie się szerokie rozczłonkowane ramię z Krogulcem, Kozim Grzbietem i Tkacką Górą, natomiast grzbiet główny ciągnie się dalej ku wschodowi w postaci wąskiego grzebienia przez Zwalisko, Wysoki Kamień, Zakręt Śmierci, aż do doliny Kamiennej, gdzie kończy się na Zbójnickich Skałkach na wysokości 665 m n.p.m. Partie szczytowe tej części są bardziej skaliste. Północne i zachodnie zbocza grzbietu stromo opadają, w kierunku dolin, zbocza południowe i wschodnie są nieco łagodniejsze.
Najważniejsze szczyty (od zachodu): Smrek (1124 m n.p.m.), Stóg Izerski (1107 m n.p.m.), Wysoka Kopa (1126 m n.p.m.), Izerskie Garby (1084 m n.p.m.), Zwalisko (1047 m n.p.m.), Wysoki Kamień (1058 m n.p.m.).

## Dział wód
Grzbiet stanowi wododział zlewisk morza Bałtyckiego i Północnego. Na stokach grzbietu znajdują źródła Kwisy i jej dopływów, oraz liczne źródełka głównych dopływów rzek: Izery i Kamiennej.

## Geologia
Wysoki Grzbiet zbudowany jest w części północnej z granitognejsów, skał metamorficznych należących do bloku karkonosko-izerskiego, a ściśle do metamorfiku izerskiego, w części wschodniej z hornfelsów, a w części południowej z granitów karkonoskich. W rejonie Izerskich Garbów z północnego wschodu na południowy zachód przebiega strefa uskokowa silnie okwarcowana.
Nieliczne skałki w części południowej zbudowane są z granitów karkonoskich i mają obłe, zaokrąglone kształty. Bardzo liczne skałki występujące  w części wschodniej zbudowane są z hornfelsów i mają kształty kanciaste, nieregularne, ostrokrawędziste.

## Górnictwo
Pod koniec XVIII w. na południowych zboczach w rejonie Szklarskiej Poręby Dolnej powstała kopalnia pirytu, po której zachowały się sztolnie i niewielkie hałdy.
Po poszukiwaniach uranu z lat 40. i 50-tyvh XX w. pozostały częściowo zasypane sztolnie i hałdy na południowych zboczach w rejonie Szklarskiej Poręby Dolnej oraz prawdopodobnie szyb i liczne rowy poszukiwawcze na grzbiecie w tym rejonie.
Na Izerskich Garbach istnieje najwyżej położona w Polsce kopalnia kwarcu "Stanisław", którą kilkakrotnie zamykano i reaktywowano.
Na południowych zboczach istniało kilka kamieniołomów granitu, z których jeden jest nadal czynny.

## Roślinność
Grzbiet i zbocza wzniesień porośnięte są młodym zdrowym lasem, w partii wierzchołkowej i na południowych zboczach między młodym lasem występują torfowiska wysokie. Niewielkie partie szczytowe Wysokiego Grzbietu wchodzące w skład piętra kosodrzewiny, położone są na wys. 1000–1100 m. Dominują tu subalpejskie łąki o składzie roślinnym zbliżonym do łąk w dolinie Izery, na których rosną rzadkie gatunki roślin: arcydzięgiel litwor, gęsiówka Hallera, goryczka trojeściowa, jastrzębiec pomarańczowy i przenętowaty, pięciornik złoty, wszewłoga górska, zawilec narcyzowy i gorysz miarz.

## Turystyka
Wysokim Grzbietem biegnie Główny Szlak Sudecki
- – czerwony, ze Świeradowa-Zdroju do Jakuszyc i dalej na wschód do Prudnika.

## Nawiązania i odniesienia w kulturze
Przez Wysoki Grzbiet przechodzili w drodze do rodzinnego Prudnika bohaterowie powieści Lato umarłych snów autorstwa niemieckiego pisarza Harry’ego Thürka.